# 東所沢和田
東所沢和田（ひがしところざわわだ）は、埼玉県所沢市の町名。現行行政地名は東所沢和田一丁目から東所沢和田三丁目。郵便番号は359-0023。

## 地理
所沢市内の東部、松井地区に所属する。
JR武蔵野線東所沢駅の西側に位置し、東所沢、本郷、下安松、松郷、新郷と隣接する。
町域内は概ね鉄道の開通に伴って開発された市街地で、南から北の順に一丁目から三丁目が設置されている。町境南側に埼玉県道・東京都道179号所沢青梅線、西側に埼玉県道126号所沢堀兼狭山線 （通称「東京狭山線」）が通り、また町境北側には東川が流れている。南端には柳瀬川が作り出した河岸段丘の段丘崖がある。

### 河川
- 東川 - 新日比田橋、松郷工業橋、松郷橋、さくら橋が架けられている。

### 地価
住宅地地価は、2017年（平成29年）1月1日の公示地価によれば、東所沢和田3丁目24番4の地点で16万円/m2となっている。

## 歴史

### 沿革
- 1889年（明治22年）4月1日 - 町村制施行に伴い、上安松村、下安松村、下新井村、牛沼村が合併し、入間郡松井村の村域となる。
- 1943年（昭和18年）4月1日 - 松井村が所沢町・小手指村・山口村・吾妻村・富岡村と合併し、入間郡所沢町大字下安松となる。
- 1950年（昭和25年）- 所沢町が市制を施行、所沢市となる。
- 1973年（昭和48年）4月1日 - 日本国有鉄道（国鉄）武蔵野線が開通し、東所沢駅が開業[5]。
- 1986年（昭和61年）8月31日 - 区画整理に伴う町名・地番変更で下安松、本郷、松郷、新郷の各一部から東所沢和田が成立する[7]。
- 2015年（平成27年）- 所沢市・KADOKAWAによる共同開発事業「COOL JAPAN FOREST」構想が始まる。
- 2020年（令和2年）11月6日 - 地内にところざわサクラタウンが開業。

### 地名の由来
旧小字の所沢市大字下安松字和田を由来とする。

### 史跡
- 和田遺跡[8] - 場所は現在の市立和田小学校の南、和田南公園などを含む住宅街の一画にあたる[9]。 柳瀬川流域遺跡群[10]の中でもこの一帯からは、旧石器時代の遺跡と、縄文時代中期の村の跡がそれぞれの土層に重なって発見されているため、黒曜石製のナイフや大型土器など出土品も多い。

## 世帯数と人口
2017年（平成29年）9月30日現在の世帯数と人口は以下の通りである。
| 丁目             | 世帯数    | 人口    |
| ---------------- | --------- | ------- |
| 東所沢和田一丁目 | 1,231世帯 | 2,734人 |
| 東所沢和田二丁目 | 1,265世帯 | 2,714人 |
| 東所沢和田三丁目 | 869世帯   | 1,930人 |
| 計               | 3,365世帯 | 7,378人 |

## 小・中学校の学区
市立小・中学校に通う場合の学区（校区）は以下の通り
| 町丁       | 番・番地 | 小学校             | 中学校             |
| ---------- | -------- | ------------------ | ------------------ |
| 東所沢和田 | 全域     | 所沢市立和田小学校 | 所沢市立安松中学校 |

## 交通

### 鉄道
- JR武蔵野線 - 地内に駅は設置されていない。最寄駅は東所沢駅。

### バス
町域内のバス停は「和田東」･「和田南公民館」･「和田西」。（東所沢駅#バス路線も参照）

### 道路
- 埼玉県道6号川越所沢線
- 埼玉県道・東京都道179号所沢青梅線
- 東京都道・埼玉県道24号練馬所沢線 通称「東京狭山線」
- 市道「東所沢駅前通り」
- 市道「東所沢中央通り」
- 市道「和田遺跡通り」

交差点
- 「東所沢中央」
- 「東所沢駅入口」
- 「東所沢和田一」
- 「東所沢和田二」
- 「東所沢和田三」
- 「サクラタウン(西)」
- 「松郷橋」

## 施設
公共
- 和田南会館
- 和田中央会館
- 和田三丁目集会室
- 市営東所沢和田団地

教育
- 所沢市立和田小学校
- 所沢市立安松中学校
- 東所沢保育園（公設民営）[12]
- 私立東所沢たんぽぽ駅前保育園[13]

公園
- 東所沢公園[14]
- 和田北公園[15]
- 和田東公園[16]
- 和田南公園[17]
- 和田西公園[18]
- 武蔵野線緑地[18]
- 東所沢緑地[18]

寺社
- 武蔵野坐令和神社（ところざわサクラタウン敷地内）

商業
- ところざわサクラタウン
  - 角川武蔵野ミュージアム（ところざわサクラタウン敷地内）
- 埼玉縣信用金庫 所沢東支店
- 飯能信用金庫 所沢松井支店